# Haus zum Warteck
Das Haus zum Warteck ist ein Wohn- und Geschäftshaus in der Winterthurer Altstadt an Ecke Graben/Stadthausstrasse. Der im Stil der Neorenaissance erbaute Stadtpalast wird vom Bund in der Liste der Kulturgüter von nationaler Bedeutung geführt.

## Geschichte
Einst stand an der Stelle des heutigen Warteckhauses ein Wehrturm, der sich unmittelbar neben dem Nägelitor befand. Östlich vom Turm befand sich ein Kornhaus des ehemaligen Spital Neumarkt (heute ist dort das gleichnamige Alterszentrum Neumarkt), das zuletzt von 1833 bis 1854 als Stadtgefängnis diente, bevor dieses ins neu gebaute Bezirksgebäude am Neumarkt umzog. Danach schrieb die Stadt das Gebäude 1855 zum Verkauf aus, worauf der Geschäftsmann Jakob Theodor Ziegler-Bühler es aufkaufte.
Bühler war Teilhaber des Textilunternehmens Rieter, Ziegler & Cie, das Blaudrucktücher produzierte. Er liess das Kornhaus niederreissen und an seiner Stelle das Haus zum Warteck vom renommierten Zürcher Architekten Leonhard Zeugheer errichten. In die ersten beiden Etagen des von 1857 bis 1861 errichteten Repräsentativbaus zog die Textilfirma ein, während die beiden oberen Stockwerke von der Familie Zeugheer zu Wohnzwecken genutzt wurden. Nach Auszug der Textilfirma wurde das Haus 1879 Hauptsitz der nicht lange zuvor gegründeten Schweizerischen Unfallversicherungs-Aktiengesellschaft, die zuletzt als Winterthur Versicherungen bekannt waren. Die Versicherungsgesellschaft zog sechs Jahre später ins Bezirksgebäude, wo heute das Bezirksgericht Winterthur seinen Sitz hat. Nach deren Auszug wurde das Gebäude von Eduard Bühler-Egg gekauft, der die unteren Etagen für seine Firma nutzte und die oberen vermietete.
1988 kauften die Winterthur Versicherungen ihren ehemaligen Hauptsitz wieder und liessen ihn 1994 restaurieren und aussen originalgetreu bemalen. Die Versicherung nutzte danach die zweite Etage des Warteckhauses ein paar Jahre noch zu Repräsentativzwecken. Heute befinden sich im Haus hauptsächlich Wohnräumlichkeiten und Anwaltskanzleien sowie die Stiftung Familie Fehlmann.

## Architektur
Der Repräsentativbau wurde von Architekt Leonhard Zeugheer entworfen, der sich in Winterthur auch für weitere Gebäude verantwortlich zeigt, wie das in der Nähe liegende Museum Oskar Reinhart, damals als Knabengymnasium und Bibliothek errichtet. Über dem gequaderten Erdgeschoss des Hauses zum Warteck befindet sich ein durch Horizontalfugen hervorgehobenes Mezzanin. Darüber befindet sich das Piano nobile, deren Fenster abwechselnd mit italienisierten Dreiecks- und Schweifgiebeln versehen sind. Über dem obersten Geschoss folgt als Abschluss ein flaches, verziertes Gebälk. Im Gebäudeinnern befindet sich ein kleiner Innenhof mit Brunnen, der die Architektur als Stadtpalazzo unterstreicht. Die siebenachsige Frontseite wird durch einen grossen Rundbogeneingang markiert, zur Seite hin weist der Bau drei Fensterachsen auf.